# 华南理工大学微电子学院
华南理工大学微电子学院（简称：华工微电子学院）是华南理工大学下属的工科学院，成立于2018年7月，是华南理工大学广州国际校区首批建设的新工科学院和教育部首批国家示范性微电子学院之一，主要开展集成电路及微电子领域的科研和人才培养工作。

## 历史沿革
微电子科学与工程专业的前身为工程物理系于1958年建立的半导体材料与器件专业，而华工是中国大陆最早建立该专业的10所工科院校之一。该专业历经半导体物理与器件、微电子技术、集成电路与系统集成、电子科学与技术等名称变迁，2008年调入电子与信息学院。
2004年，华工获批教育部第二批国家集成电路人才培养基地；2011年，成为首批卓越工程师计划成员；2015年，获批建设教育部示范性微电子学院，由电信学院负责相关工作。
2018年7月，微电子学院成立，成为国际校区首批建设的学院之一。2019年9月，广州国际校区正式启用，学院招收的首批本科生亦同时入学。

## 学科设置
截至2020年11月，微电子学院设有如下的博士后流动站、研究生学位点和本科专业：
- 博士后流动站：电子科学与技术
- 一级学科博士、硕士学位授权点：电子科学与技术
- 本科专业：微电子科学与技术

其中，电子科学与技术为广东省重点学科；本科微电子科学与技术专业的前身集成电路设计与集成系统专业为国家级特色专业。

## 学院领导
截至2020年11月，微电子学院的领导组成为：
- 院长：薛泉
- 副院长：李斌、王彦杰